# Euphorbia boetica
Euphorbia baelica — вид квіткових рослин родини молочайні (Euphorbiaceae). Видовий епітет baelica натякає на Бетіку.

## Опис
Це багаторічна рослина, як правило, до 13 мм в діаметрі. Стебла від 10 до 50 см, прямостоячі, іноді дещо звивисті в нижній частині, деревні біля основи, іноді з 2-4 бічними родючими гілками. Листки лінійні або лінійно-ланцетні, сидячі, цілісні. Нектарій трапецієподібний або напівкруглий, жовтий. Насіння яйцеподібне або субяйцеподібне, дещо стиснуте. 2n = 18.

## Поширення
Країни поширення: Португалія [пд.]; Іспанія [пд.-зх.]; Гібралтар. Росте в сухих чагарниках в прибережних соснових лісах на піщаних і часто кременистих ґрунтах на висотах 0–100 (500?) м.